# Aérodrome de Narbonne-Vinassan
L’aérodrome de Narbonne-Vinassan (code OACI : LFNN) est un aérodrome agréé à usage restreint (reconnaissance du terrain avec un instructeur), situé à 2 km à l’est-nord-est de Narbonne dans l’Aude (région Occitanie, France).
Il est utilisé pour la pratique d’activités de loisirs et de tourisme (aviation légère,  vol à voile) ainsi que pour de l'aéromodélisme.

## Installations
L’aérodrome dispose d'une piste en herbe orientées est-ouest (10/28), large de 60 m et longue de 710 m, elle est utilisée aussi bien pour les planeurs que les aéronefs motorisés de passage. 
Une bande de dégagement accolée au sud de la piste permet aux planeurs de dégager. Plus au sud encore, séparé par un fossé de drainage, un taxiway permet de remonter vers les points d’attente 10 et 28 (voir carte VAC).
L’aérodrome n’est pas contrôlé. Les communications s’effectuent en auto-information sur la fréquence de 119,505 MHz.
L’avitaillement en carburant (100LL) n'est pas possible sauf cas d'urgence.

## Activités
L'activité principale est l'école de pilotage de planeur et moto-planeur. L'aéro-club de Narbonne, association loi de 1901, est un DTO (Declared Training Organisation) agréé par la DGAC pour la formation des pilotes de planeurs et délivre une SPL (Sailplane Pilot Licence) Européenne. Agrément N° FR.DTO.0078.